# Lake Placid: The Final Chapter
Pour les articles homonymes, voir Lake Placid.
Série Lake Placid
Lake Placid 3
(2010) Lake Placid vs. Anaconda
(2015)
Pour plus de détails, voir Fiche technique et Distribution.
Lake Placid: The Final Chapter est un téléfilm américain réalisé par Don Michael Paul, diffusé en 2012 sur Syfy. Il s'agit du 4e film de la franchise débutée avec Lake Placid (1999).

## Synopsis
Reba se trouve dans une supérette où un crocodile est présent. Elle abat le crocodile avant de partir.
Un an plus tard, Reba a été promue au poste de spécialiste de l’Agence de protection de l’environnement. Reba, accompagné de Dennis et du shérif Theresa Giove, neutralise un bébé crocodile avec un tranquillisant au bord du lac. Ils rencontrent le lieutenant Ryan Loffin sur terre et se dirigent vers une clôture à haute tension construite pour tenir les crocodiles à distance. Dennis et un braconnier nommé Jimmy Bickerman se faufilent dans le lac pour voler des œufs de crocodile, mais ils rencontrent des crocodiles et doivent battre en retraite, laissant tomber les œufs au passage. Max, qui est le fils de Ryan et l'opérateur de la porte, entend les bruits de ceux qui fuient, mais un crocodile l'entraîne, bien que Max survive.
Theresa affecte sa fille Chloé à l'équipe de natation, malgré les protestations des habitants selon lesquelles les eaux sont trop dangereuses et infestées de crocodiles. Gus, le chauffeur de bus, ne prend pas les choses au sérieux lorsqu'il utilise son téléphone, ce qui l'oblige à emprunter un chemin différent, qui mène directement au lac infesté de crocodiles. Alors que la nuit tombe, les femmes enfilent leurs maillots de bain, expliquent leur mode de vie, mais dès qu'elles voient Gus se faire tuer par un crocodile, elles s'échappent de justesse.
Le lendemain matin, l'équipe de natation utilise des jet-skis pour naviguer sur le lac, sans se douter du danger. Un homme nommé Joey est renversé d'un jet ski et tué par un essaim de petits crocodiles. Alors que les autres cherchent un abri pour le bus, deux autres lycéens sont tués par des crocodiles. Chloé s'enfuit dans les bois et rencontre Max, qui la sauve d'un piège.
Le reste de l'équipe de natation navigue dans les bois, jusqu'à ce que Brittany tombe dans un piège à corde et soit suspendue à une branche d'arbre, permettant au crocodile de lui trancher la tête à mort. L'équipe retrouve Dennis, qui a été blessé lors d'une attaque précédente, et lorsqu'ils reviennent au bus, le crocodile revient et tue Dennis.
Un homme sauvage nommé Jimmy demande s'il peut emmener le reste de l'équipe de natation avec lui afin qu'il puisse les escorter en sécurité, mais l'entraîneur de l'équipe de natation, Macklin, reste sur place, pour être tué par le crocodile. L'équipe de natation est emmenée dans une cabane, où résidait autrefois Sadie Bickerman, tandis que Jimmy récupère des œufs de crocodile. L'équipe retrouve Tina près de la clôture électrique, tandis que Jimmy range les œufs de crocodile dans un sac.
Elaine est attachée par le crocodile, mais le reste de l'équipe de natation se ligue contre lui, permettant à Elaine de survivre avec seulement quelques blessures. Une fois le crocodile abattu, l'équipe de natation retrouve Reba, qui accuse Jimmy d'avoir pris l'équipe de natation en otage. Jimmy prend Max en otage, tandis qu'un autre crocodile emporte un bateau avec lui. Drew est tué par le crocodile, malgré les efforts de Max pour le sauver, et Ryan donne un coup de poing à Jimmy. Les survivants attirent le crocodile vers la clôture électrifiée, où Theresa esquive l'attaque, et le crocodile est électrocuté par la clôture à mort.
Le lendemain matin, Jimmy découvre que les œufs ont éclos et le dernier crocodile adulte le tue. Les ambulanciers arrivent près de la clôture électrifiée, tandis que Chloé et Max développent des sentiments amoureux l'un envers l'autre. Une joggeuse se promène dans les bois, mais le dernier crocodile adulte survivant la tue.

## Fiche technique
Sauf indication contraire, les informations mentionnées dans cette section peuvent être confirmées par la base de données cinématographiques IMDb,  présente dans la section « Liens externes ».
- Titre original et français : Lake Placid: The Final Chapter
- Titre français alternatif : Crocodile Lake (TV)[1]
- Autres titres : Lake Placid 4 ou Lake Placid 4: The Final Chapter
- Réalisateur : Don Michael Paul
- Scénariste : David Reed
- Musique : Frederik Wiedmann
- Société de production : Unified Film Organization (UFO)
- Durée : 86 minutes
- Dates de diffusion :

États-Unis : 29 septembre 2012 (première diffusion en télévision)
France : 6 mars 2013 (DVD)

## Distribution
- Elisabeth Röhm : le shérif Theresa Giove
- Yancy Butler : Reba
- Paul Nicholls (en) : Ryan Loflin
- Poppy Lee Friar (en) : Chloe Giove
- Benedict Smith (en) : Max Loflin
- Caroline Ford : Elaine
- Daniel Black : Drew
- Robert Englund : Jim Bickerman
- Scarlett Byrne : Brittany
- Jeff Stewart (en) : l'adjoint Nermal

## Production
Le tournage a lieu en Bulgarie.